# Sé e São Pedro
Sé e São Pedro era una freguesia portuguesa del municipio de Évora, distrito de Évora.

## Historia
Fue suprimida el 28 de enero de 2013, en aplicación de una resolución de la Asamblea de la República portuguesa promulgada el 16 de enero de 2013 al unirse con las freguesias de Santo Antão y São Mamede, formando la nueva freguesia de Évora (São Mamede, Sé, São Pedro e Santo Antão).